# Кофре де Пероте
Кофре де Пероте (на испански: Cofre de Perote, на езика нахуатъл Наупа-Текутепетъл е познат също така и като Наукампатепетъл) е с височина 4201 m и е част от Транс-Мексиканския вулканичен пояс. Двете индиански имена означат „Мястото на четирите планини“ или „Планината на Бога на четирите места“. Този загаснал вулкан се намира в мексиканския щат Веракруз, там където Транс-Мексиканския вуланичен пояс се свързва с Източна Сиера Мадре.
На север се намира град Пероте, на който е кръстена планината. Така се казва и националния парк, в който се намира вулкана, който се посещава от много туристи за развлечение.